# Färöische Fußballmeisterschaft der Frauen 2006
Die Färöische Fußballmeisterschaft der Frauen 2006 wurde in der 1. Deild genannten ersten färöischen Liga ausgetragen und war insgesamt die 22. Saison. Sie startete am 9. April 2006 und endete am 23. September 2006.
Die Aufsteiger HB Tórshavn und NSÍ Runavík kehrten nach zwei beziehungsweise fünf Jahren in die höchste Spielklasse zurück, SÍ Sørvágur war der 24. Teilnehmer dieser. Meister wurde Titelverteidiger KÍ Klaksvík, die den Titel somit zum siebten Mal in Folge und zum achten Mal insgesamt erringen konnten. Absteigen mussten hingegen SÍ Sørvágur und HB Tórshavn nach jeweils einem Jahr Erstklassigkeit.
Im Vergleich zur Vorsaison verbesserte sich die Torquote auf 5,19 pro Spiel. Den höchsten Sieg erzielte GÍ Gøta durch ein 13:0 im Heimspiel gegen HB Tórshavn am elften Spieltag der Vorrunde, was zugleich neben dem 12:1 zwischen AB Argir und HB Tórshavn am neunten Spieltag der Vorrunde das torreichste Spiel darstellte.

## Modus
Durch die Aufstockung auf acht Mannschaften in der 1. Deild spielte jedes Team zunächst wieder in einer Vorrunde an 14 Spieltagen für eine Saison jeweils vier Mal gegen jedes andere. Die vier punktbesten Mannschaften spielten in einer Endrunde den Meister aus, die vier punktschlechtesten Mannschaften in einer Endrunde die beiden Absteiger in die 2. Deild. Die Hälfte der Punkte aus der Vorrunde wurden hierbei in die Endrunde übernommen und aufgerundet. Bei Punktgleichheit entschied der direkte Vergleich.

## Saisonverlauf

### Meisterschaftsentscheidung
Nachdem KÍ Klaksvík in der Vorrunde keinen Punkt abgab, führten sie aufgrund der übernommenen Bonuspunkte auch die Meisterschaftsrunde von Anfang an mit großem Abstand an. Die Entscheidung um die Meisterschaft fiel dabei am vierten Spieltag beim 4:2-Heimsieg gegen den direkten Verfolger GÍ Gøta.

### Abstiegskampf
HB Tórshavn gewann in der Vorrunde lediglich das Heimspiel gegen EB/Streymur mit 1:0, die restlichen Spiele wurden allesamt verloren, so auch die beiden Duelle gegen SÍ Sørvágur mit 0:2 auswärts sowie zu Hause mit 0:3. SÍ konnte selbst jedoch nur ein weiteres Mal im Auswärtsspiel gegen B36 Tórshavn mit 1:0 gewinnen und belegte somit aufgrund der übernommenen Bonuspunkte auch in der Abstiegsrunde zunächst den vorletzten Platz, welcher kurzzeitig durch den 3:1-Heimsieg gegen HB am ersten Spieltag an NSÍ Runavík nach deren 0:5-Niederlage gegen B36 abgegeben wurde. Dies änderte sich jedoch nach dem 6:0-Heimerfolg von NSÍ gegen HB Tórshavn und der 0:2-Auswärtsniederlage von SÍ Sørvágur gegen B36 Tórshavn am selben Spieltag. Der Abstieg von HB stand bereits nach dem dritten Spieltag und der 0:10-Heimniederlage gegen B36 fest, bei SÍ entschied sich dies am vierten Spieltag, als das Rückspiel bei HB Tórshavn mit 2:5 verloren wurde und NSÍ Runavík den Abstand durch einen 2:1-Heimsieg gegen B36 Tórshavn auf uneinholbare neun Punkte vergrößern konnte.

## Vorrunde

### Abschlusstabelle
| Pl. | Verein           | Sp. | S  | U | N  | Tore    | Diff. | Punkte |
| --- | ---------------- | --- | -- | - | -- | ------- | ----- | ------ |
| 1.  | KÍ Klaksvík (M)  | 14  | 14 | 0 | 0  | 079:100 | +69   | 42     |
| 2.  | AB Argir         | 14  | 8  | 2 | 4  | 039:290 | +10   | 26     |
| 3.  | GÍ Gøta          | 14  | 8  | 1 | 5  | 051:280 | +23   | 25     |
| 4.  | EB/Streymur      | 14  | 7  | 0 | 7  | 020:260 | −6    | 21     |
| 5.  | B36 Tórshavn (P) | 14  | 6  | 1 | 7  | 028:260 | +2    | 19     |
| 6.  | NSÍ Runavík (N)  | 14  | 5  | 2 | 7  | 033:430 | −10   | 17     |
| 7.  | SÍ Sørvágur (N)  | 14  | 3  | 2 | 9  | 017:270 | −10   | 11     |
| 8.  | HB Tórshavn (N)  | 14  | 1  | 0 | 13 | 007:850 | −78   | 03     |

| (N) | Aufsteiger       |
| (M) | Meister 2005     |
| (P) | Pokalsieger 2005 |

### Spiele und Ergebnisse
|              | AB  | B36 | EB/Str | GÍ  | HB     | KÍ     | NSÍ | SÍ  |
| ------------ | --- | --- | ------ | --- | ------ | ------ | --- | --- |
| AB Argir     |     | 2:1 | 2:0    | 4:2 | 12:10  | 2:7    | 5:1 | 2:0 |
| B36 Tórshavn | 4:1 |     | 3:1    | 2:0 | 4:0    | 1:3    | 1:2 | 0:1 |
| EB/Streymur  | 2:0 | 2:1 |        | 3:0 | 3:0    | 1:2    | 2:0 | 2:1 |
| GÍ Gøta      | 2:2 | 3:1 | 3:0    |     | 13:00  | 0:4    | 4:2 | 4:0 |
| HB Tórshavn  | 2:3 | 0:4 | 1:0    | 0:6 |        | 0:8    | 2:7 | 0:3 |
| KÍ Klaksvík  | 4:0 | 7:1 | 9:0    | 7:3 | 0-:- 1 |        | 5:1 | 0:0 |
| NSÍ Runavík  | 1:2 | 2:2 | 3:2    | 1:3 | 9:0    | 00:12  |     | 2:2 |
| SÍ Sørvágur  | 2:2 | 2:3 | 1:2    | 2:8 | 2:0    | 0-:- 2 | 1:2 |     |

## Meisterschaftsrunde

### Abschlusstabelle
| Pl. | Verein          | Sp. | S | U | N | Tore    | Diff. | Punkte | Bonus | Gesamt |
| --- | --------------- | --- | - | - | - | ------- | ----- | ------ | ----- | ------ |
| 1.  | KÍ Klaksvík (M) | 6   | 4 | 1 | 1 | 033:900 | +24   | 13     | 21    | 34     |
| 2.  | GÍ Gøta         | 6   | 3 | 1 | 2 | 011:110 | ±0    | 10     | 13    | 23     |
| 3.  | AB Argir        | 6   | 3 | 0 | 3 | 008:170 | −9    | 09     | 13    | 22     |
| 4.  | EB/Streymur     | 6   | 1 | 0 | 5 | 007:220 | −15   | 03     | 11    | 14     |

| (M) | Meister 2005 |

### Spiele und Ergebnisse
|             | AB    | EB/Str | GÍ  | KÍ  |
| ----------- | ----- | ------ | --- | --- |
| AB Argir    |       | 2:1    | 0:1 | 3:2 |
| EB/Streymur | 0:2   |        | 4:0 | 1:5 |
| GÍ Gøta     | 3:0   | 3:1    |     | 2:2 |
| KÍ Klaksvík | 10:10 | 10:00  | 4:2 |     |

## Abstiegsrunde

### Abschlusstabelle
| Pl. | Verein           | Sp. | S | U | N | Tore    | Diff. | Punkte | Bonus | Gesamt |
| --- | ---------------- | --- | - | - | - | ------- | ----- | ------ | ----- | ------ |
| 1.  | B36 Tórshavn (P) | 6   | 5 | 0 | 1 | 037:300 | +34   | 15     | 10    | 25     |
| 2.  | NSÍ Runavík (N)  | 6   | 5 | 0 | 1 | 021:800 | +13   | 15     | 9     | 24     |
| 3.  | SÍ Sørvágur (N)  | 6   | 1 | 0 | 5 | 007:230 | −16   | 03     | 6     | 9      |
| 4.  | HB Tórshavn (N)  | 6   | 1 | 0 | 5 | 007:380 | −31   | 03     | 2     | 5      |

| (N) | Aufsteiger       |
| (P) | Pokalsieger 2005 |

### Spiele und Ergebnisse
|              | B36   | HB    | NSÍ | SÍ  |
| ------------ | ----- | ----- | --- | --- |
| B36 Tórshavn |       | 12:00 | 5:0 | 2:0 |
| HB Tórshavn  | 00:10 |       | 1:5 | 5:2 |
| NSÍ Runavík  | 2:1   | 6:0   |     | 5:1 |
| SÍ Sørvágur  | 1:7   | 3:1   | 0:3 |     |

## Torschützenliste
Es sind nur Tore aus der Vor- und Meisterschaftsrunde berücksichtigt. Bei gleicher Anzahl von Treffern sind die Spielerinnen nach dem Nachnamen alphabetisch geordnet.
| Platz | Spieler                  | Mannschaft   | Tore |
| ----- | ------------------------ | ------------ | ---- |
| 1     | Rannvá B. Andreasen      | KÍ Klaksvík  | 28   |
| 1     | Hanna I. Højgaard        | GÍ Gøta      | 28   |
| 3     | Vivian Bjartalíð         | KÍ Klaksvík  | 23   |
| 4     | Elin Kathrina Haraldsen  | AB Argir     | 19   |
| 5     | Malena Josephsen         | KÍ Klaksvík  | 18   |
| 6     | Kristina Eyðbjørnsdóttir | KÍ Klaksvík  | 16   |
| 7     | Olga Kristina Hansen     | AB Argir     | 09   |
| 7     | Mary-Ann Isaksen         | GÍ Gøta      | 09   |
| 9     | Heidi á Lakjuni          | NSÍ Runavík  | 07   |
| 9     | Jacoba Langgaard         | GÍ Gøta      | 07   |
| 9     | Mariann Maslyk           | KÍ Klaksvík  | 07   |
| 9     | Ása Dam á Neystabø       | B36 Tórshavn | 07   |
| 9     | Heidi Sevdal             | NSÍ Runavík  | 07   |

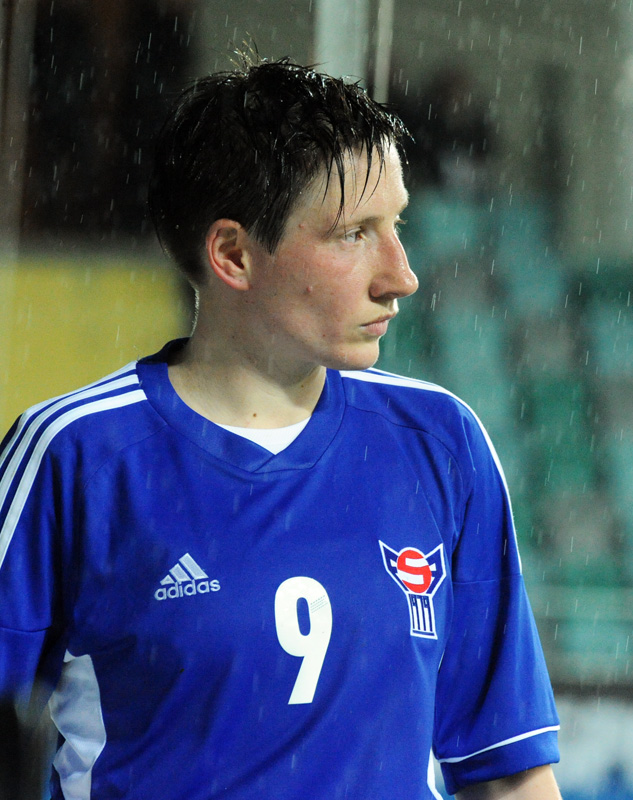
Torschützenkönigin Rannvá B. Andreasen

Dies war nach 1997, 1998, 2002, 2003 und 2004 der sechste Titel für Rannvá B. Andreasen.

## Trainer
| Mannschaft   | Trainer                | Spieltage                   |
| ------------ | ---------------------- | --------------------------- |
| AB Argir     | Malan Mohr             | 01–14 (Vorrunde)            |
| AB Argir     | Malan Mohr             | 01–06 (Meisterschaftsrunde) |
| B36 Tórshavn | Jacob Thomsen          | 01–14 (Vorrunde)            |
| EB/Streymur  | Sorin Anghel Vasile    | 01–14 (Vorrunde)            |
| EB/Streymur  | Sorin Anghel Vasile    | 01–06 (Meisterschaftsrunde) |
| GÍ Gøta      | Petur Jónsvein Thomsen | 01–14 (Vorrunde)            |
| GÍ Gøta      | Petur Jónsvein Thomsen | 01–06 (Meisterschaftsrunde) |
| HB Tórshavn  | Andras K. Thomassen    | 01–12 (Vorrunde)            |
| HB Tórshavn  | Odd Færø               | 13–14 (Vorrunde)            |
| KÍ Klaksvík  | Jón Harald Poulsen     | 01–14 (Vorrunde)            |
| KÍ Klaksvík  | Jón Harald Poulsen     | 01–06 (Meisterschaftsrunde) |
| NSÍ Runavík  | Aksel Højgaard         | 01–14 (Vorrunde)            |
| SÍ Sørvágur  | Martin Kúrberg         | 01–14 (Vorrunde)            |

## Spielstätten
| Mannschaft   | Stadion        | Spielort   |
| ------------ | -------------- | ---------- |
| AB Argir     | Inni í Vika    | Argir      |
| B36 Tórshavn | Gundadalur     | Tórshavn   |
| EB/Streymur  | Á Mølini       | Eiði       |
| GÍ Gøta      | Sarpugerði     | Norðragøta |
| HB Tórshavn  | Gundadalur     | Tórshavn   |
| KÍ Klaksvík  | Við Djúpumýrar | Klaksvík   |
| NSÍ Runavík  | Við Løkin      | Runavík    |
| SÍ Sørvágur  | Á Dungasandi   | Sørvágur   |

## Schiedsrichter
Folgende Schiedsrichter, darunter auch zwei aus Rumänien, leiteten die 66 ausgetragenen Erstligaspiele der Vor- und Meisterschaftsrunde (zu einem Spiel fehlen die Daten):
| Name                     | Stammverein     | Spiele |
| ------------------------ | --------------- | ------ |
| Magnus í Króki           | B36 Tórshavn    | 08     |
| Eugen Voda               | Skála ÍF        | 06     |
| Hagbard Joensen          | Skála ÍF        | 04     |
| Thorvald Jacob Petersen  | AB Argir        | 04     |
| Vinjard Dam              | EB/Streymur     | 03     |
| Hentza Johansen          | SÍ Sørvágur     | 03     |
| Bergleif Sólsker         | B71 Sandur      | 03     |
| Ransin Napoleon Djurhuus | HB Tórshavn     | 02     |
| Vlada Filipovic          | Skála ÍF        | 02     |
| Jónleif Frederiksen      | B36 Tórshavn    | 02     |
| Rúni Gaardbo             | B68 Toftir      | 02     |
| Jan Gardar               | KÍ Klaksvík     | 02     |
| Høgni Hansen             | EB/Streymur     | 02     |
| Ørvur á Lag              | Fram Tórshavn   | 02     |
| Jan á Líðarenda          | GÍ Gøta         | 02     |
| Bárður Mortensen         | ÍF Fuglafjørður | 02     |
| Ingi Olsen               | VB/Sumba        | 02     |
| Petur Reinert            | LÍF Leirvík     | 02     |

Weitere zwölf Schiedsrichter leiteten jeweils ein Spiel.

## Die Meistermannschaft
In Klammern sind die Anzahl der Einsätze sowie die dabei erzielten Tore genannt.
| 1. | KÍ Klaksvík |
|    | Rannvá B. Andreasen (18/28) \| Vivian Bjartalíð (18/23) \| Kristina Eyðbjørnsdóttir (11/15) \| Malan Heinesen (4/0) \| Liljan Jacobsen (1/0) \| Sigrid Jacobsen (10/5) \| Anna Joensen (1/0) \| Malena Josephsen (18/18) \| Bára S. Klakstein (14/5) \| Mariann Maslyk (16/7) \| Paula Mikkelsen (17/1) \| Olga Fríðunn Olsen (1/0) \| Ragna B. Patawary (18/0) \| Dorthea Petersen (4/0) \| Elsa Maria Simonsen (18/2) \| Anja Sjóstein (16/1) \| Paula Sjóstein (16/0) \| Petra Sjóstein (3/0) \| Tove Sólheyg (8/0) \| Randi S. Wardum (18/1) \| Maria Ziskason (8/4) ohne Einsatz: Heidi Andreasen \| Ann Olsen - Trainer: Jón Harald Poulsen |

## Nationaler Pokal
Im Landespokal gewann Meister KÍ Klaksvík mit 2:0 gegen AB Argir und erreichte dadurch das Double.

## Europapokal
2006/07 spielte KÍ Klaksvík als Meister des Vorjahres in der 1. Runde des UEFA Women’s Cup und unterlag in allen drei Begegnungen. Gegen Juvisy FCF (Frankreich) verlor die Mannschaft mit 0:6, gegen Hibernian Edinburgh (Schottland) mit 1:2 und gegen Espanyol Barcelona (Spanien) mit 0:7. Die Gruppe wurde somit auf dem letzten Platz beendet.